# Robert Hurley
Robert Hurley (Melbourne (Victoria), 26 september 1988) is een Australische zwemmer.

## Carrière
Bij zijn internationale debuut, op de wereldkampioenschappen kortebaanzwemmen 2008 in Manchester, eindigde Hurley als achtste op de 100 meter rugslag, op de 50 meter rugslag strandde hij in de halve finales en op de 400 meter vrije slag en 200 meter rugslag in de series. Op de 4x200 meter vrije slag zwom hij samen met Nicholas Sprenger, Kirk Palmer en Kenrick Monk in de series, in de finale werd hij vervangen door Grant Brits die samen met Sprenger, Palmer en Monk de wereldtitel veroverde. Samen met Craig Calder, Adam Pine en Kenrick Monk vormde hij een team in de series van de 4x100 meter wisselslag, in de finale werd zijn plaats ingenomen door Ashley Delaney die samen met Calder, Pine en Monk op de vierde plaats eindigde.
In het najaar van 2008, tijdens de wereldbekerwedstrijd in Sydney, verbeterde de Australiër het wereldrecord op de 50 meter rugslag (kortebaan), hij raakte het record echter binnen drie weken alweer kwijt aan de Amerikaan Peter Marshall. Op de wereldkampioenschappen zwemmen 2009 in Rome werd Hurley uitgeschakeld in de series van de 400, 800 en 1500 meter vrije slag en de 100 meter rugslag, op de 4x200 meter vrije slag sleepte hij samen met Kenrick Monk, Tommaso D'Orsogna en Patrick Murphy de bronzen medaille in de wacht.
Tijdens de Pan Pacific kampioenschappen zwemmen 2010 in Irvine eindigde de Australiër als vierde op de 800 meter vrije slag, als zevende op de 400 meter vrije slag en als tiende op de 1500 meter vrije slag. Daarnaast strandde hij in de series van de 50 meter rugslag. In Delhi nam Hurley deel aan de Gemenebestspelen 2010, op dit toernooi strandde hij in de series van de 400 meter vrije slag.
Op de wereldkampioenschappen kortebaanzwemmen 2012 in Istanboel veroverde de Australiër de wereldtitel op de 50 meter rugslag, op de 100 meter rugslag eindigde hij op de vijfde plaats. Samen met Tommaso D'Orsogna, Jarrod Killey en Kyle Richardson sleepte hij de zilveren medaille in de wacht op de 4x200 meter vrije slag, op de 4x100 meter wisselslag legde hij samen met Kenneth To, Grant Irvine en Tommaso D'Orsogna beslag op de bronzen medaille.

## Internationale toernooien
| Jaar | Olympische Spelen | WK langebaan                                                                                                 | WK kortebaan | PanPacs                                                                    | Gemenebestspelen    |
| ---- | ----------------- | --- | --- | -------------------------------------------------------------------------- | ------------------- |
| 2008 | geen deelname     | | 14e 50m rugslag · 8e 100m rugslag · 12e 200m rugslag · 13e 400 m vrije slag · 4x200 m vrije slag · Hurley zwom enkel in de series · 4e 4x100 m wisselslag · Hurley zwom enkel in de series |                                                                            |                     |
| 2009 |                   | 11e 400 m vrije slag · 10e 800 m vrije slag · 14e 1500 m vrije slag · 32e 100 m rugslag · 4x200 m vrije slag | |                                                                            |                     |
| 2010 |                   | | geen deelname | 7e 400m vrije slag 4e 800m vrije slag 10e 1500m vrije slag 21e 50m rugslag | 14e 400m vrije slag |
| 2011 |                   | geen deelname                                                                                                | |                                                                            |                     |
| 2012 | geen deelname     | | 50m rugslag · 5e 100m rugslag · 4x200m vrije slag · 4x100m wisselslag |                                                                            |                     |

## Persoonlijke records
Bijgewerkt tot en met 15 december 2012
Kortebaan
| Afstand          | Tijd     | Datum            | Plaats    |
| ---------------- | -------- | ---------------- | --------- |
| 200m vrije slag  | 1.43,37  | 3 oktober 2012   | Dubai     |
| 400m vrije slag  | 3.38,35  | 14 november 2009 | Berlijn   |
| 800m vrije slag  | 7.46,52  | 22 november 2009 | Singapore |
| 1500m vrije slag | 14.32,47 | 22 november 2009 | Singapore |
| 50m rugslag      | 23,04    | 15 december 2012 | Istanboel |
| 100m rugslag     | 50,18    | 6 oktober 2012   | Doha      |
| 200m rugslag     | 1.52,29  | 16 november 2008 | Berlijn   |

Langebaan
| Afstand          | Tijd     | Datum         | Plaats |
| ---------------- | -------- | ------------- | ------ |
| 200m vrije slag  | 1.48,17  | 18 maart 2009 | Sydney |
| 400m vrije slag  | 3.46,01  | 26 juli 2009  | Rome   |
| 800m vrije slag  | 7.50,65  | 28 juli 2009  | Rome   |
| 1500m vrije slag | 15.00,96 | 20 maart 2010 | Sydney |
| 50m rugslag      | 25,59    | 29 maart 2008 | Sydney |
| 100m rugslag     | 54,56    | 20 maart 2009 | Sydney |
| 200m rugslag     | 2.00,04  | 19 maart 2009 | Sydney |